# Weinhengstův dům
Weinhengstův dům je historická budova nacházející se na Eliščině nábřeží v Hradci Králové (čp. 310). Stavba byla dokončena v roce 1898 podle návrhu architektů Bedřicha Bendelmayera a Rudolfa Němce.

## Historie
Dům si nechal postavit Viktor Weinhengst, místní stavitel a autor několika významných veřejných budov ve městě, včetně škol a humanitárních institucí (například Borromeum či klášter Notre Dame). Přestože Weinhengst sám navrhoval řadu projektů v duchu pozdního historismu, u svého vlastního domu přenechal návrh fasády Bedřichu Bendelmayerovi a Rudolfu Němcovi. Ti byli žáky architektonické speciálky na pražské Uměleckoprůmyslové škole, kde studovali pod vedením Bedřicha Ohmanna, významného představitele historizující architektury a rehabilitátora barokního stylu.

## Socha královny Elišky Rejčky
Dominantním prvkem fasády je kamenná socha královny Elišky Rejčky, umístěná v centrální nice. Socha je opatřena replikou jejího pásu, který je významnou památkou gotického užitého umění a je součástí sbírek Muzea východních Čech v Hradci Králové.

## Galerie

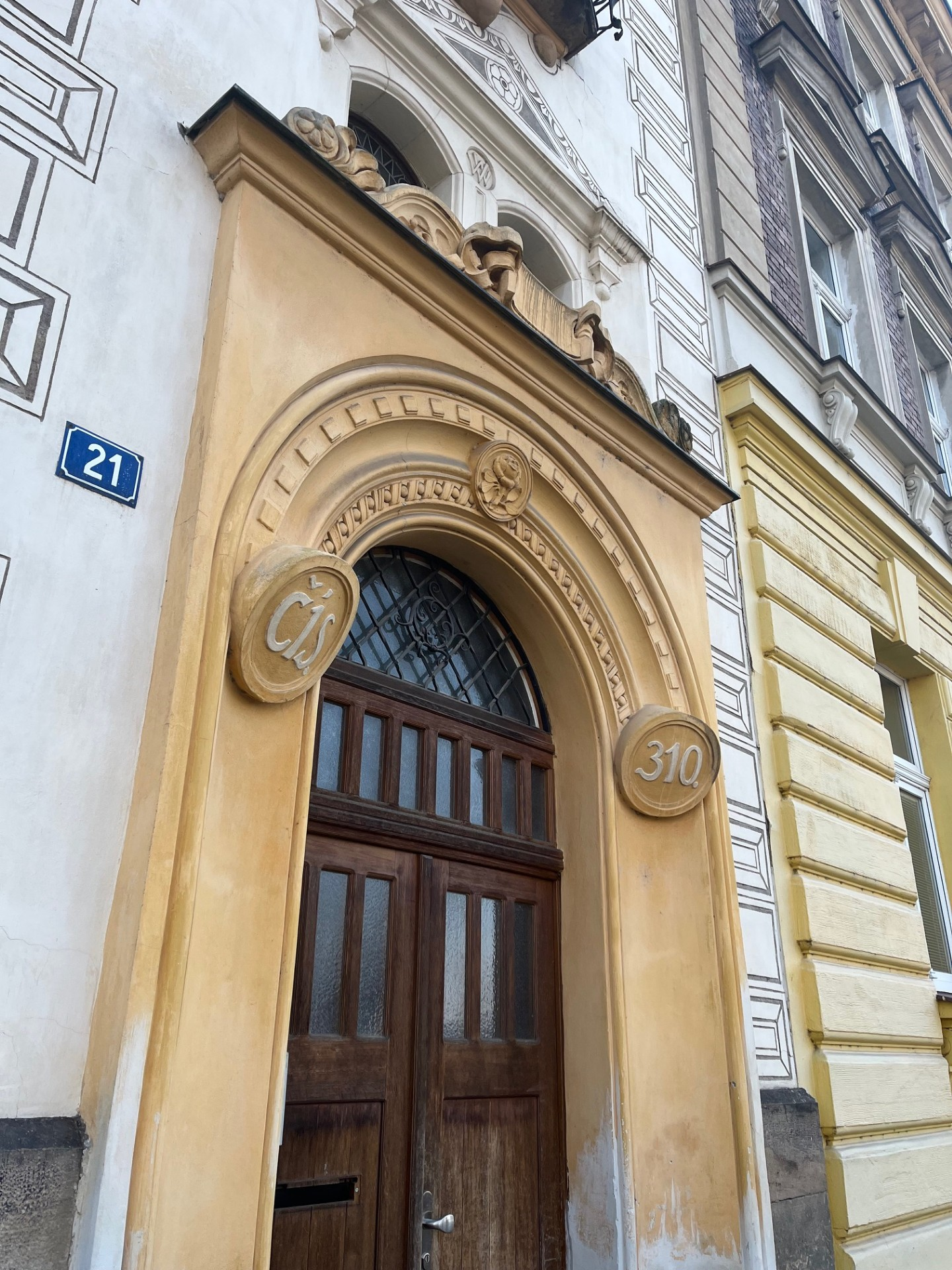
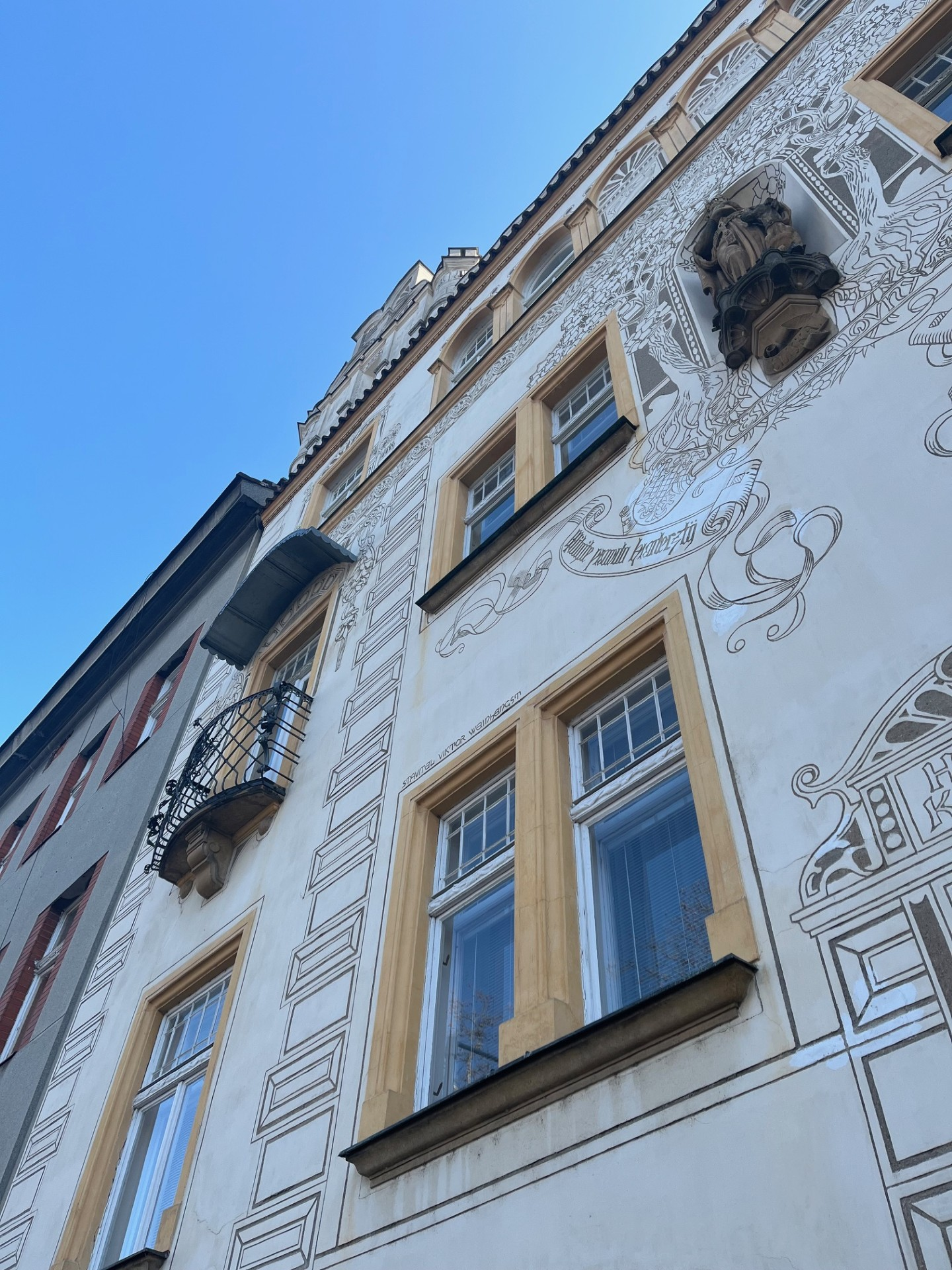
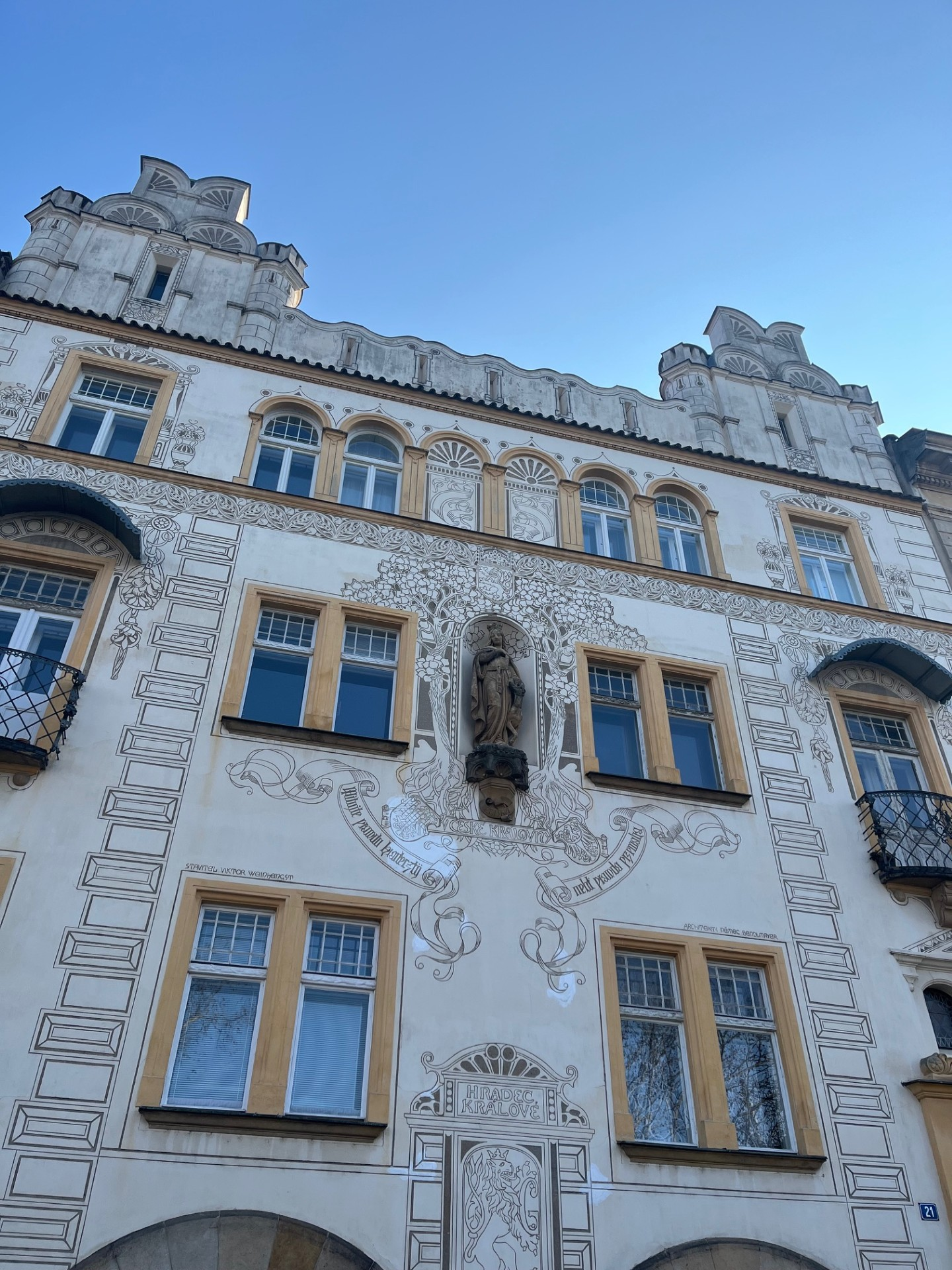
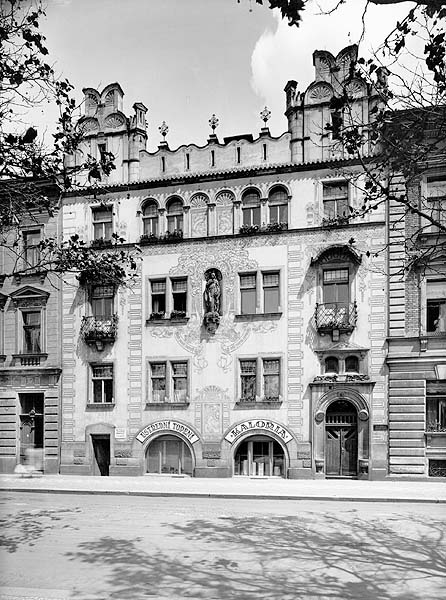
Dobový záběr na dům ve 20. letech 20. století